# ادواردو آرتیستیکو
ادواردو آرتیستیکو (انگلیسی: Edoardo Artistico؛ زادهٔ ۱۶ ژوئن ۱۹۶۹) بازیکن سابق فوتبال اهل ایتالیا است که در پست مهاجم بازی می‌کرد.
وی در سال ۱۹۹۰ عضو تیم ملی فوتبال اومبریا بود.